# Luís da Gama Filho
Luís Felipe Maigre de Oliveira Ferreira da Gama, mais conhecido como Luís da Gama Filho ou simplesmente Gama Filho (Rio de Janeiro, 14 de março de 1906 – Rio de Janeiro, 28 de maio de 1978) foi um professor, empresário e político brasileiro, fundador da Universidade Gama Filho.

## Dados biográficos
Antes de começar a trabalhar estudou no Colégio Gonçalves Dias, Colégio Pio Americano e no Colégio Pedro II e ao fim deste ciclo foi funcionário do Departamento Nacional de Estradas de Rodagem (DNER) como motorista de caminhão, trabalhou na Light and Power, vendeu querosene nos subúrbios do Rio de Janeiro e gerenciou uma cadeia de restaurantes. Sua incursão no meio empresarial se deu em 1939 ao comprar o Colégio Piedade, e no ano seguinte ingressou na atual Universidade Cândido Mendes, onde se formou em 1944.
Filiado ao PR foi eleito vereador no Rio de Janeiro (então Distrito Federal) em 1947 e em 1950 foi eleito deputado federal pelo PSD, mandato ao qual renunciou em outubro de 1953 para ser ministro do Tribunal de Contas do Distrito Federal corte na qual liderou por mais de uma vez e que a partir de 21 de abril de 1960 foi denominada Tribunal de Contas da Guanabara. Durante esse período criou e estruturou a Universidade Gama Filho. Retornou à vida política como candidato a senador pela Guanabara na legenda da ARENA em 1970 e 1974, mas não obteve sucesso devido à candidatura vitoriosa de Danton Jobim, em ambos os casos. Faleceu vítima de parada cardíaca.
Pai do também professor, advogado e político, Gonzaga da Gama Filho.